# Loken, Medelpad
Loken är en sjö i Ånge kommun i Medelpad och ingår i Ljungans huvudavrinningsområde.